# Bulbophyllum turgidum
Bulbophyllum turgidum är en orkidéart som beskrevs av Jaap J. Vermeulen. Bulbophyllum turgidum ingår i släktet Bulbophyllum och familjen orkidéer. Inga underarter finns listade i Catalogue of Life.